# Athlétisme aux Jeux olympiques de 1896
Pour des articles plus généraux, voir Jeux olympiques de 1896 et Athlétisme aux Jeux olympiques.
Navigation
Les épreuves d’athlétisme des Jeux olympiques de 1896 se sont déroulées du 6 au 10 avril 1896. Les douze disciplines au programme, dont l'arrivée du marathon, se disputent au Stade panathénaïque d'Athènes. 64 athlètes issus de 11 nations participent aux compétitions. De ce fait, l'athlétisme est le sport le plus international de toutes les disciplines au programme des premiers Jeux olympiques de l'ère moderne.

## Faits marquants

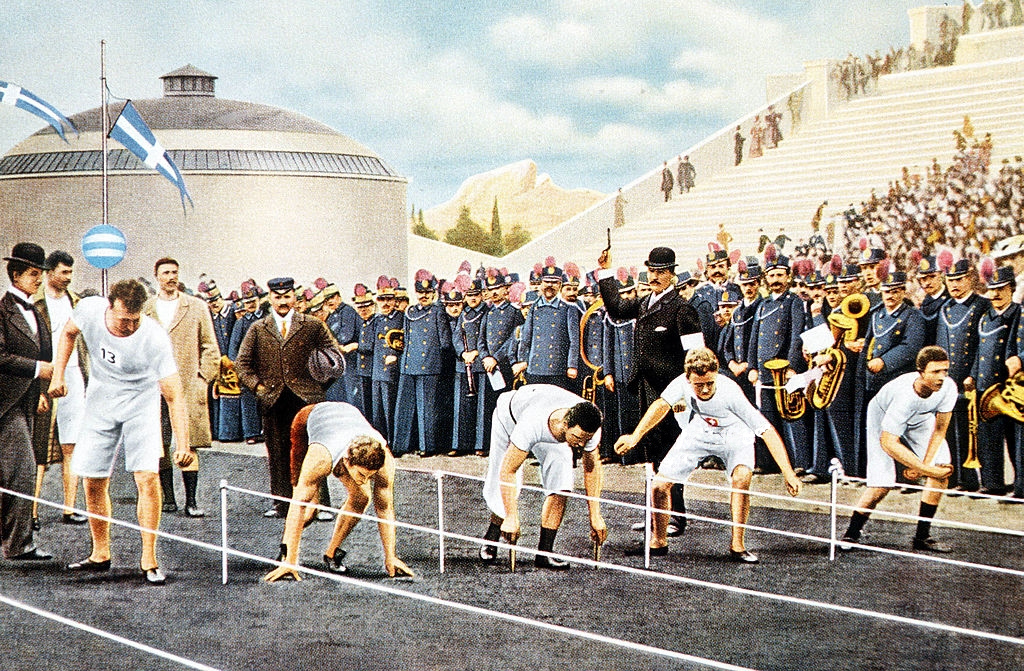
Départ de la deuxième série du 100 mètres. À gauche figurent Launceston Elliot et Thomas Curtis. Les autres athlètes présents sont Eugen Schmidt, Khalkokondýlis et George Marshall.

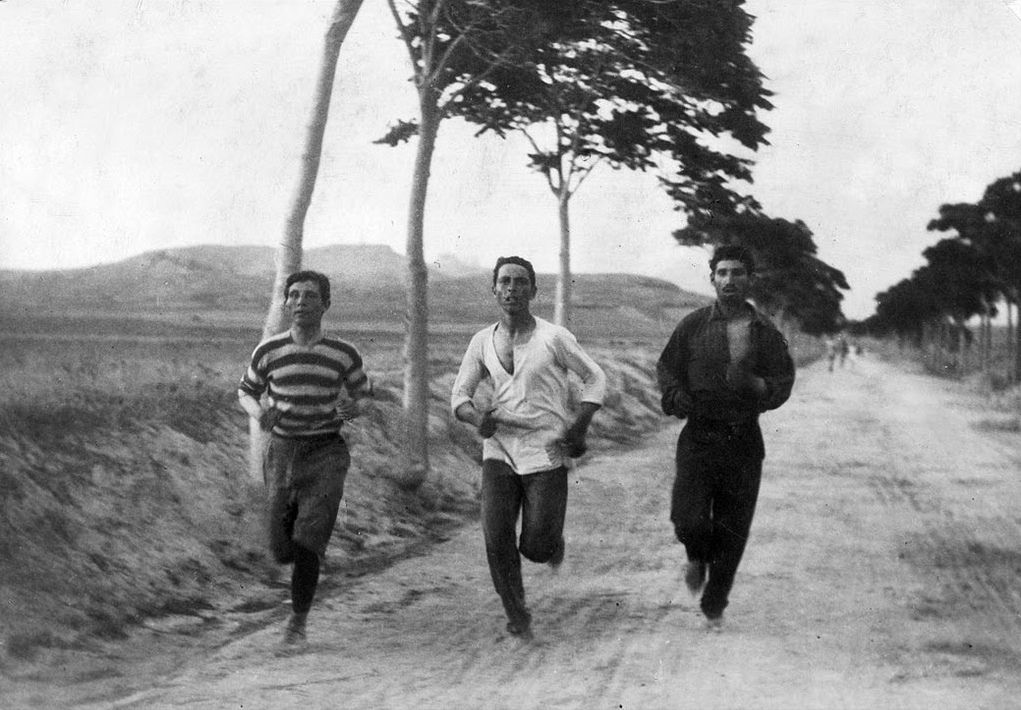
Coureurs s'entraînant avant l'épreuve de marathon. L'athlète grec Kharílaos Vasilákos figure au centre.

L'Américain James Connolly devient le premier champion olympique de l'histoire des Jeux olympiques modernes en s'adjugeant la médaille d'or du triple saut. Il devance, avec la marque de 13,71 m, le Français Alexandre Tuffèri. La délégation américaine domine par ailleurs les compétitions en remportant 9 des 12 titres mis en jeu. Le sprinteur Thomas Burke décroche les deux titres du sprint court alors que ses compatriotes Ellery Clark et Robert Garrett réalisent également le doublé dans les épreuves des concours.
Sur son sol, le coureur grec Spyrídon Loúis remporte l'épreuve du  marathon sous une chaleur caniculaire, 2 386 ans après Phidippidès, soldat grec qui accomplit d'une traite à la course la distance qui séparait le champ d'une bataille de la cité d'Athènes où il dut apporter la nouvelle de la victoire. 24 concurrents s'élancent de Marathon pour une distance de 40 km. Les coureurs désignés comme favoris sont l'Australien Teddy Flack, le Français Albin Lermusiaux, l'Américain Arthur Blake et le Grec Ioannis Lavrentis. Spyrídon Loúis crée la surprise en arrivant en tête à l'entrée du Stade panathénaïque. Pour son dernier tour, il est accompagné par le Prince héritier de Grèce et par le grand-duc Georges Mikhaïlovitch. Sa victoire fait de lui un héros national. Le coureur Grec Spyrídon Belókas, arrivé 3e est disqualifié sur réclamation du Hongrois Gyula Kellner pour avoir effectué une partie de la course sur une charrette.
Le lendemain, une femme, Stamáta Revíthi, court le marathon sur le même circuit que les hommes mais elle n'est pas autorisée à rentrer sur le stade.

## Pays représentés
64 athlètes de dix nationalités différentes pour 12 épreuves :
- Australie (1)
- Chili (1)
- Danemark (3)
- France (6)
- Grande-Bretagne (5)
- Allemagne (5)
- Grèce (29)
- Hongrie (3)
- Suède (1)
- États-Unis (10)

## Résultats
Les médailles d'or, d'argent et de bronze ont été attribuées rétroactivement par le Comité international olympique. En 1896, seuls les deux premiers de chaque épreuve recevaient une récompense.

### Hommes
| Épreuves                 | Or                                   | Argent                                   | Bronze                               |              |
| 100 m détails            | Thomas Burke (USA) 12 s 0            | Fritz Hofmann (GER) 12 s 2               | Alajos Szokolyi (HUN) 12 s 6         |              |
| 100 m détails            | Thomas Burke (USA) 12 s 0            | Fritz Hofmann (GER) 12 s 2               | Francis Lane (USA) 12 s 6            |              |
| 400 m détails            | Thomas Burke (USA) 54 s 2            | Herbert Jamison (USA) 55 s 2             | Charles Gmelin (GBR) 55 s 6          |              |
| 800 m détails            | Teddy Flack (AUS) 2 min 11 s 0       | Nándor Dáni (HUN) 2 min 11 s 8           | Dimítrios Golémis (GRE) 2 min 28 s 0 |              |
| 1 500 m détails          | Teddy Flack (AUS) 4 min 33 s 2       | Arthur Blake (USA) 4 min 34 s 0          | Albin Lermusiaux (FRA) 4 min 36 s 0  |              |
| 110 m haies détails      | Thomas Curtis (USA) 17 s 6           | Grantley Goulding (GBR) 17 s 7           | non décernée                         | non décernée |
| Marathon détails         | Spyrídon Loúis (GRE) 2 h 58 min 50 s | Kharílaos Vasilákos (GRE) 3 h 6 min 3 s  | Gyula Kellner (HUN) 3 h 6 min 35 s   |              |
| Saut en hauteur détails  | Ellery Clark (USA) 1,81 m            | James Connolly (USA) 1,65 m              |                                      |              |
| Saut en hauteur détails  | Ellery Clark (USA) 1,81 m            | Robert Garrett (USA) 1,65 m              |                                      |              |
| Saut à la perche détails | William Hoyt (USA) 3,30 m            | Albert Tyler (USA) 3,20 m                | Evángelos Damáskos (GRE) 2,60 m      |              |
| Saut à la perche détails | William Hoyt (USA) 3,30 m            | Albert Tyler (USA) 3,20 m                | Ioánnis Theodorópoulos (GRE) 2,60 m  |              |
| Saut en longueur détails | Ellery Clark (USA) 6,35 m            | Robert Garrett (USA) 6,18 m              | James Connolly (USA) 6,11 m          |              |
| Triple saut détails      | James Connolly (USA) 13,71 m         | Alexandre Tuffèri (FRA) 12,70 m          | Ioánnis Persákis (GRE) 12,52 m       |              |
| Lancer du disque détails | Robert Garrett (USA) 29,15 m         | Panayiótis Paraskevópoulos (GRE) 28,95 m | Sotírios Versís (GRE) 27,78 m        |              |
| Lancer du poids détails  | Robert Garrett (USA) 11,22 m         | Miltiádis Goúskos (GRE) 11,20 m          | Yeóryios Papasidéris (GRE) 10,36 m   |              |

## Tableau des médailles
| Rang | Nation          | Or | Argent | Bronze | Total |
| ---- | --------------- | -- | ------ | ------ | ----- |
| 1    | États-Unis      | 9  | 6      | 2      | 17    |
| 2    | Australie       | 2  | 0      | 0      | 2     |
| 3    | Grèce           | 1  | 3      | 6      | 10    |
| 4    | Hongrie         | 0  | 1      | 2      | 3     |
| 5    | France          | 0  | 1      | 1      | 2     |
| 5    | Grande-Bretagne | 0  | 1      | 1      | 2     |
| 7    | Allemagne       | 0  | 1      | 0      | 1     |

## Filmographie
- Les Anneaux de la Gloire, avec Thierry Rey, Denis Charvet et Philippe Clay entre autres, à propos de l'épreuve du Marathon (réalisateur Jean-Luc Miesch, 1996, pour le centenaire de l'épreuve).